# 何輝 (體育評述員)
何輝（英語：Wilson Ho Fai，1967年5月24日—），前香港足球代表隊球員、香港甲組足球聯賽足球員，現為香港足球評述員。

## 背景
何輝早年香港島西環觀龍樓成長，有兩名胞兄（各較他年長6及7年），畢業於聖類斯中學（小學部）及聖類斯中學，與香港中文大學物理系高級講師湯兆昇為中小學同學。何曾奪得全香港十七歲以下乒乓球男單第三名，並代表香港學界乒乓球代表隊及南華體育會出席乒乓球比賽，也是香港甲組足球隊海蜂、依波路及星島的神射手。當時他是銀禧體育中心首批足球學員，司職前鋒，於就讀中六時入選香港青年足球代表隊，又服務麗新集團足球隊。1987年才加盟香港甲組足球聯賽球隊海峰，其後曾效力依波路足球隊（約1990年加入）及星島體育會。何輝與山度士、李健和及林慶麟等球員同期出道，并成为香港甲组神射手榜第五名（前五名包括三名外援、李健和及何辉），直至1994年掛靴。
他本來無意當職業足球員，中七預科畢業後嘗試投考市政局公務員，卻因色弱而未能通過評核。当球员期间，基於認為在參加足球賽事以外剩下較多空餘時間，適逢海鋒球隊其中一名金主、測量師張開達提出邀請，何輝始自1988年在不同地产测量师行当市场研究及估价工作，初為助理。1996年轉到戴德梁行當地產估价员。另外曾任職於A.G. Wilkinson（韋堅信產業測量師行），1990年代初為報館翻譯外電新聞，1998年辭去測量行工作，另自1999年起在多份報章撰寫專欄。除了於1998年起擔任足球評述員之外，何輝還兼任賽車（主要是一級方程式賽車）評述員，亦評述過其它體育項目。而他拥有赛车驾驶执照，近年在广东体育华扬车队参加在广东国际赛车场 GIC 的耐力赛，夺得2013年A组总冠军。同年参加 TMC 房车大师挑战杯中两次夺得B组季军。

## 體育評述
何輝於1998年10月獲球壇前輩黃興桂介紹下，赴新加坡加入ESPN STAR Sports（ESS），於ESPN及STAR Sports兩台擔任足球評述工作，曾與江忠德、丁偉傑等人合作。期間主力擔任足球節目旁述，如英超、西甲、歐聯等賽事，且應公司要求評述其他運動賽事如高爾夫球。於ESS期間，其評述風格開始形成，其拍檔江忠德和丁偉傑著重於叙述球賽，而何輝則著重分析球賽。由於為球員出身，評述風格著重細緻描述球員的動作及意圖，預測球員下一步的動作，以及用專業角度簡介球隊戰術部署，甚受球迷歡迎。
及至2004年8月，何輝獲現為廣東電台新聞中心體育部副監製的盧曉峰邀請，以嘉賓評述身份加入廣東電視台體育頻道至今，旁述各項足球直播賽事及主持足球節目。同時是珠江經濟電臺《贏家》（體壇狙擊手）主播。由於他是中國內地少數的粵語評述員，而且風格獨特，因而甚受廣東球迷歡迎，更而被封為「廣東新四大名嘴」，也是唯一躋身粵省名嘴的境外人士。
2007年起，何輝也以嘉賓的身份，在香港now寬頻電視英格蘭超級聯賽的週中直播賽事擔任評述員，並和丁偉傑主持每週一次的「當何輝遇上丁偉傑」足球評論節目。此外，何輝亦參與2004、2008、及2012奧運會的評述，接近涵蓋所有項目。原因與他曾參與乒乓球、網球、射箭、游泳及田徑等等項目有關。同時何輝除評述過足球之外，也曾經於廣東體育頻道評述過乒乓球、籃球及F1（其中後者為第二主要評述）。2013年，何輝返港加入無綫電視評述洲際國家盃及2014年巴西世界盃，成为較少同时在珠三角地区服务三间电视台，包括广东体育频道、香港 Now Sports 及无线电视翡翠台的体育评述员。2014巴西舉行世界杯期间更不断穿梭广东体育及翡翠台进行直播，自此何輝參與澳門格蘭披治大賽及其它國際友誼賽的評述。
2016年，何輝返港加入樂視體育香港評述2016年歐洲國家盃。2018年加入ViuTV／NowTV評述2018年俄羅斯世界盃。

## 個人生活
何輝的前妻陳欣欣，是香港有線電視體育台資深主持人，之前陳欣欣曾工作於亞洲電視，為「今日睇真D」主持及記者。陳欣欣和何輝於2010年7月13日結婚。兩人均首次結婚，各自曾與媒體或娛樂圈中人拍拖。

## 外部連結
- 講足：青訓優の良品　兩代輝見高低，香港蘋果日報，2010年1月12日 （页面存档备份，存于）